# Eureka Brass Band
Die Eureka Brass Band war eine Brass Band und Marching Band in New Orleans. Sie wurde 1920 durch den Trompeter Willie Wilson  gegründet, der sie bis 1937 leitete, danach von Dominique „T-Bone“ Remy. Ab 1946 wurde sie fast dreißig Jahre vom Trompeter Percy Humphrey geleitet (bis 1967 der offizielle Leiter, assistiert vom Trompeter Eddie Richardson).
Zu ihr gehörten Kid Sheik Cola, Kid Shots Madison und 1922/23 George Lewis, der auch bei ihren ersten Aufnahmen im August 1951 dabei war. In den Nachkriegsjahren spielten auch die Brüder von Percy Humphrey, Willie (Altsaxophonist und Klarinettist) und Earl (Posaune) mit, der Posaunist Albert Warner und Peter Bocage.
Ihr Grand Marshal bei Paraden waren in den 1960er-Jahren unter anderem Alcide Pavageau und Danny Barker. Sie war eine Marching Band, die auch bei Beerdigungen wie der von Buddy Petit 1931, Papa Celestin 1954 und George Lewis 1969 spielte.
1965 waren sie im Film Cincinnati Kid mit Steve McQueen zu sehen und zu hören. 1966 nahmen sie für Jazzology auf. 1970 spielten sie auf dem ersten New Orleans Jazz & Heritage Festival, wobei Mahalia Jackson mit ihnen auf der Parade sang, und ebenso auf dessen Ableger in Newport. Ab Ende der 1960er Jahre traten sie nur noch zu besonderen Anlässen wieder zusammen.